# Іконников Михайло Степанович
Миха́йло Степа́нович Іко́нников (нар. 1818, Київ— 9 [21] липня 1897, Київ) — український архітектор, київський губернський архітектор. Брат історика Володимира Іконникова.

## Біографія
Народився в Києві. 1835 року закінчив Першу Київську гімназію.
Після її закінчення того ж 1835 року вступив до Петербурзького училища будівельних інженерів, яке закінчив 1840 року.
Отримав звання архітекторського помічника.
Після повернення до Києва працював старшим інженером у губернській будівній комісії, архітектором і інженером для проведення робіт.
1854 року вступив на посаду київського губернського архітектора, яку обіймав впродовж 41 року — до 1895 року.
Цей строк є рекордним у історії міста. Загалом перебував на службі понад 50 років.
Мав чин дійсного статського радника, був нагороджений багатьма орденами, зокрема орденом Святого Володимира 3-го ступеня.
Помер 9(21) червня 1897 року в Києві, через два дні його поховали на старому Щекавицькому кладовищі (могила не збереглась).

## Стиль
Вживав стильові форми неоренесансу, неоготики, неороманського і неоросійського стилів.

## Нагороди
- Орден Святого Володимира 3 ступеня

## Роботи у Києві
- Будинки Старо-Київської поліцейської дільниці й пожежної команди (1850-ті рр.),
- Губернські присутні місця (1854—1857 pp., співавтори І. Штром і К. Скаржинський);
- Лук'янівський тюремний замок на вул. Дегтярівській, 13 (1860—1863 pp.),
- Житловий будинок М. Рушковської на Контрактовій площі, 7 (1860 р. перебудова),
- Власний житловий будинок на 2 поверхи на розі вул. Володимирської, 18 і провулка Рильського (1861 р., пізніше був надбудований архіт. В. Ніколаєвим),
- Тепла церква і дзвіниця церкви Миколи Набережного на вул. Григорія Сковороди № 12 (1863 p.).
- Перебудова корпусу для бідняків Київського благодійного товариства (так званої Сулимівки) на вул. Лютеранській, 16 з добудовою домової церкви Св. Олександра Невського (1868 p.),
- Будинок бідних Київського благодійного товариства (так званої Сулимівки) на вул. Круглоуніверситетській, 5 (1870—1871 pp., не зберігся),
- Каплиця над могилою генерал-ад'ютанта Олександра Безака і його дружини у Києво-Печерській лаврі (1870 р.),
- Перебудова Софійського собору в Києві (1870-ті р.),
- Склепінчасті приміщення лазні Братського Богоявленського монастиря (1873 p.)
- Готель Гранд-отель на Хрещатику (1870-ті рр., не зберігся),
- Житловий будинок на розі Бібіковського бульвару (нині бульвар Тараса Шевченка), 26 та вул. Пироговської (Пирогова) (1870-ті рр., пізініше надбудовано та добудовано),
- Цукрорафінадний завод на Деміївці (1874 р.),
- Перебудова Київської духовної семінарії зі зведенням другої половини головного корпусу, надбудова флігеля тощо на вул. Костянтинівській, 5 (1874—1876 pp.),
- Житловий будинок для викладачів Київської духовної академії на вул. Іллінській, 5/8 (1874—1876 рр.),
- Соборний флігель Софійського монастиря (1879 р.),
- Перебудова частини споруди присутніх місць для судових закладів (1880-ті рр.),
- Клініки при Імператорському університеті Святого Володимира (1885—1886 рр., добудова 1900 р.),
- Житловий будинок на бульварі Тараса Шевченка, 13 (1893—1894 р., надбудова 1900 р.)

Взяв участь у спорудженні Володимирського собору.

## Галерея

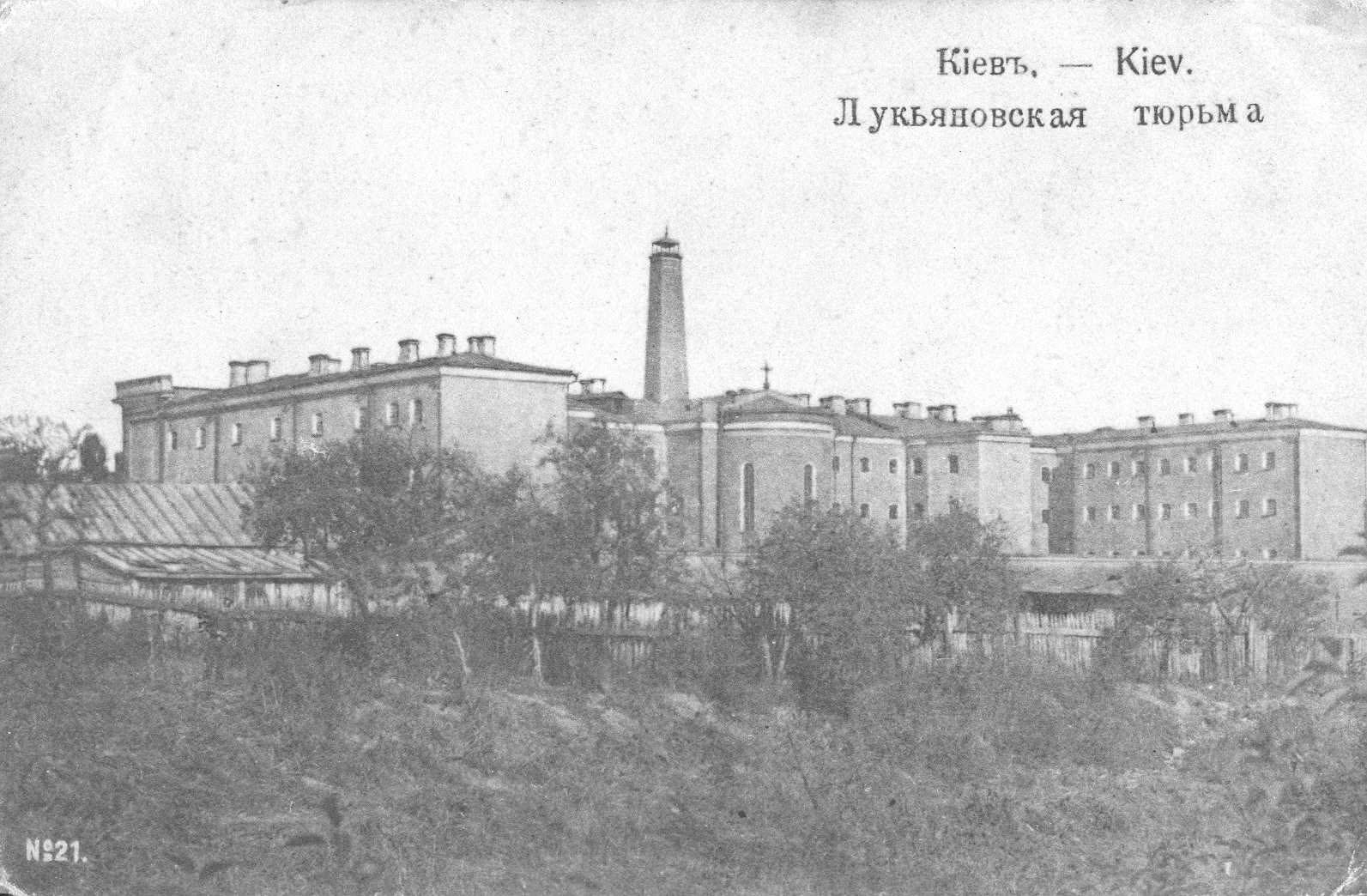
Лук'янівський тюремний замок. З листівки початку XX століття
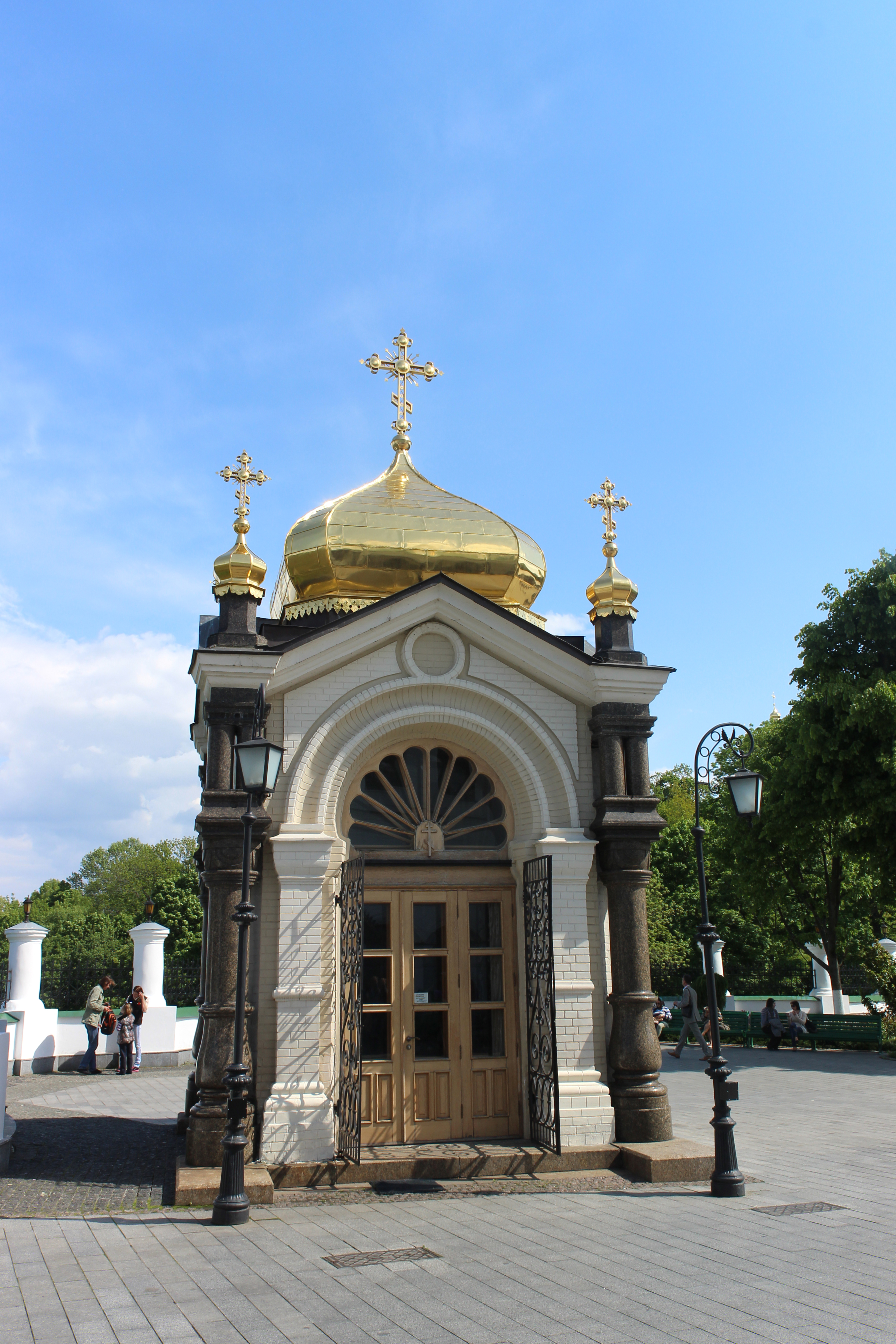
Усипальня Олександра Безака біля Ближніх печер

## Роботи для інших міст
- Тюремний замок в Умані (1850-60-ті рр.),
- Перебудова споруди шпиталю в Умані для окружного суду.